# Sally Pearson
Sally Pearson, född den 19 september 1986 i Sydney i Australien som Sally McLellan, är en australisk friidrottare som tävlar i kortdistanslöpning och i häcklöpning.
Pearson deltog på VM för ungdomar 2003 där hon blev guldmedaljör på 100 meter häck och femma på 200 meter. Året efter var hon med på VM för juniorer där hon blev trea på 100 meter och fyra på 100 meter häck. 2006 blev hon australisk mästare på 100 meter häck och blev även bronsmedaljör vid samväldesspelen 2006 i stafett på 4 x 100 meter. 
2007 var hon med på VM i Osaka men lyckades varken på 100 meter eller 100 meter häck ta sig vidare till finalen. 2008 deltog hon vid Olympiska sommarspelen i Peking där hon oväntat blev silvermedaljör.
Vid VM 2009 i Berlin slutade hon på femte plats med tiden 12,70.
Pearson deltog vid VM 2011 i Daegu och tillhörde favoriterna till segern. Redan i semifinalen noterade hon ett nytt personligt rekord då hon sprang på 12,36. I finalen förbättrade hon sin tid ytterligare och vann loppet på tiden 12,28 vilket inte bara var nytt nationsrekord utan även den snabbaste tiden någon har noterat på distansen sedan Ludmila Engquist 1992 och tiden placerade henne just då som fyra genom alla tider efter Jordanka Donkova, Ginka Zagorcheva och Engquist.
Vid OS 2012 vann Pearson guld på den olympiska rekordtiden 12,35 och på VM i Moskva året efter blev det en silvermedalj. Efter några skadefyllda år var Pearson 2017 tillbaka i god form och vann åter guldmedaljen i ett VM; detta på samma banor i London där hon 5 år tidigare tog sitt OS-guld.
I början av augusti 2019 meddelade hon att hon lägger löparskorna på hyllan.

## Personliga rekord
- 100 meter häck - 12,28 från 2011, oceaniskt rekord

### Fotnoter
1. ↑  ”Australiensiskan Sally Pearson lägger löparskorna på hyllan” (på svenska). Dagens Nyheter. 6 augusti 2019. https://www.dn.se/sport/os-mastare-lagger-av-en-manad-fore-vm/. Läst 6 augusti 2019.